# 直感ゲーム
直感ゲーム（ちょっかんゲーム）はNTTドコモが開発したiアプリの一種である。各コンテンツプロバイダから提供されるアプリケーション、およびサービスである。

## 概要
直感ゲームは、NTTドコモが2007年4月23日に904iシリーズ発表の際に新機能として発表された。
iアプリの一種で、自分自身が動いたり、携帯電話を傾けたりすることによって、iアプリを操作する。開発環境、及びベースはJavaが元となって、新たなAPIを追加したもので、従来のものの機能拡張版といえる。
まずは、904iシリーズ全5機種のうち3機種（D904i、P904i、SH904i）に搭載され、以後NTTドコモの主力シリーズに標準搭載。
P904iとSH904iではGestureTek社の技術GestureTek EyeMobileを利用し、内側のサブカメラで人の動き、もしくは携帯電話の傾きを捉える。D904iは内部の加速度センサー（モーションコントロール）によって携帯電話の傾きを捉えるため、「体を動かす」には非対応。
905i/705iシリーズからは、新たに音声入力に対応する機種が登場した。
直感ゲーム対応機種であっても、音声入力のみに対応する機種や、音声入力には非対応の機種、インカメラ非搭載機種における「体を動かす」に非対応など、機種ごとに対応状況が異なる。
ソフトバンクがV603SH/V604SH/V501SH/804SH/904SHにモーションコントロールセンサー内蔵の機種をリリースしていたが、現在(2007 4/28)はKDDI共々類似のものは扱っていない。

## 歴史
- 2007年4月23日 - 直感ゲームの開発を発表。904iシリーズ（D904i、P904i、SH904i）が直感ゲームに対応する。
- 2007年11月1日 - 直感ゲームが音声入力に対応することが発表。直感ゲーム対応機種の中でも905iシリーズ（D905i、N905i、P905i、SH905i、N905iμ、SH905iTV）と705iシリーズ（N705i、P705i、N705iμ、P705iμ、PROSOLID μ(P705iCL)）が音声入力対応となった。

## プリセットゲーム
- P904i「塊魂モバイル」
- SH904i「直感♪クラッシュ・バンディクー」これとは別にNAVITIMEでも直感による操作が可能。
- D904i「タマラン」
- P905i「リッジレーサーズモバイル」（ハンドル操作）